# Jakub Zagaja
Jakub Zagaja (ur. 21 lutego 1982, zm. 17 października 2004) – siatkarz polski. Jego rodzinnym miastem był Kluczbork, woj. opolskie.

## Życiorys
Od 2004 występował w Avii Świdnik. Karierę siatkarską rozpoczynał w nieistniejącym już klubie KKS Kluczbork, grał również w klubach Stal Hochland Nysa i AZS Opole. Grał na pozycji atakującego. Studiował na Wydziale Budownictwa Politechniki Opolskiej.
Jakub Zagaja był jednym z trzech siatkarzy Avii Świdnik, którzy ponieśli śmierć w wypadku drogowym w nocy 17 października 2004. Oprócz niego zginęli Łukasz Jałoza i Wojciech Trawczyński oraz kierowca Stefan Sznajder. Zawodnicy wracali z meczu serii B I ligi z Orłem Międzyrzecz. Między miejscowościami Pociecha i Bogucin (koło Lublina) bus wiozący siatkarzy zjechał na lewy pas jezdni i zderzył się z nadjeżdżającym z naprzeciwka tirem.
Trzem zmarłym siatkarzom nadano tytuł honorowego obywatela Świdnika, ogłoszono także w mieście żałobę. Na wypadek zareagował Polski Związek Piłki Siatkowej, wydając decyzję o pozostaniu Avii Świdnik w lidze bez względu na uzyskane w dalszej części sezonu wyniki (Avia zawiesiła swoje mecze do końca rundy jesiennej).